# الحرش (المفرق)
الحرش منطقة سكنية تقع في لواء البادية الشمالية الغربية، محافظة المفرق في الأردن. تنتمي المنطقة لقضاء حوشا الذي يضم 11 منطقة. يقدر عدد سكانها بـ 1548 نسمة حسب إحصاء 2015.

## المدارس
- مدرسة الحرش الثانوية للبنات
- مدرسة الحرش الاساسية المختلطة
- مدرسة الحرش للبنين

## معرض الصور

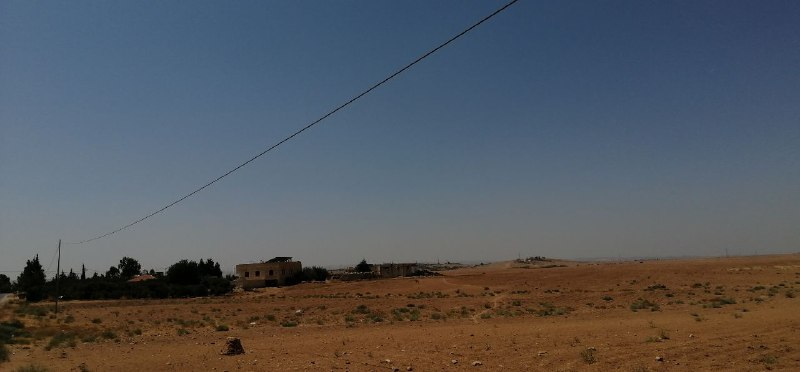
سهول منطقة الحرش
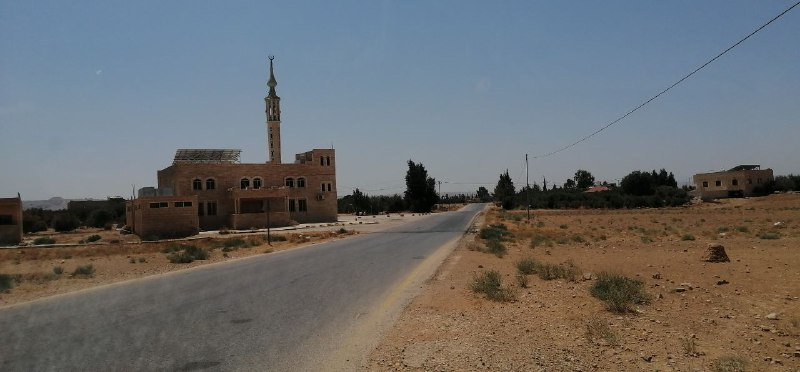
مسجد الحرش الكبير
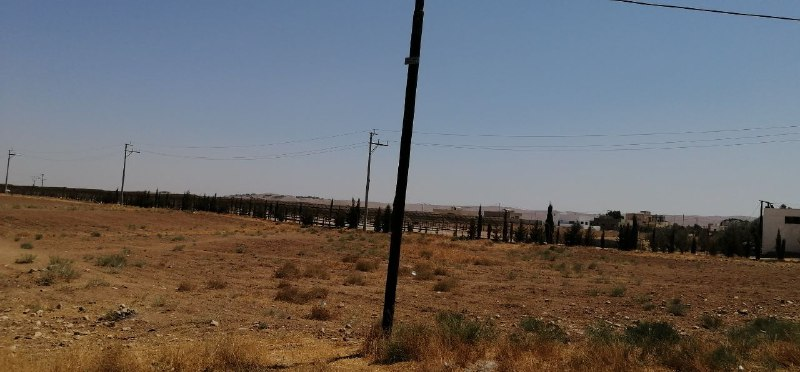
سهول منطقة الحرش
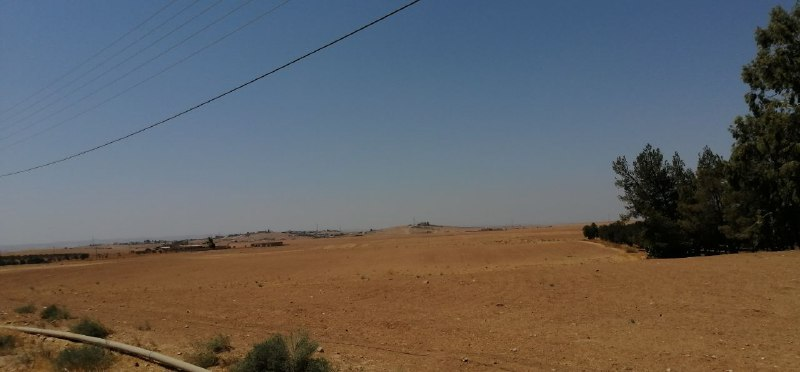
مدخل منطقة الحرش

## الوصلات الخارجية
- لقاء التلفزيون الأردني في منطقة الحرش - برنامج يسعد صباحك
- دائرة الاحصاءات العامة